# Vlkýš I
Vlkýš I je část obce Heřmanova Huť v okrese Plzeň-sever. Nachází se na severu obce, v katastrálním území Vlkýš a je tvořena původní vesnicí Vlkýš, konkrétně ulicemi Lesní, Stříbrská, Vrbová, K Samotě a Družstevním náměstím. Nachází se zde zámek Vlkýš a poblíž něj barokní kaple svatého Jana Nepomuckého.
Část obce vznikla k 3. prosinci 2018 poté, co zastupitelstvo obce Heřmanova Huť schválilo v prosinci 2017 zřízení nové části obce. Samotný název Vlkýš zůstal od prosince 2018 centrální části Heřmanovy Huti.